# Amerikaanse PGA Tour 1971
De Amerikaanse PGA Tour 1971 was het 56ste seizoen van de Amerikaanse PGA Tour. Het seizoen begon met het Los Angeles Open en eindigde met Bahama's National Open. Er stonden 44 toernooien op de agenda.

## Kalender
| Data  | Data  | Toernooi                                  | Baan                           | Land             | Winnaar                     | Score | Score | 1ste prijs ($) |
| ----- | ----- | ----------------------------------------- | ------------------------------ | ---------------- | --------------------------- | ----- | ----- | -------------- |
| 07-01 | 10-01 | Glen Campbell Los Angeles Open            | Rancho Park Golf Course        | Verenigde Staten | Bob Lunn                    | 274   | –10   | 22.000         |
| 13-01 | 17-01 | Bing Crosby National Pro-Am               | Pebble Beach Golf Links        | Verenigde Staten | Tom Shaw                    | 278   | –10   | 27.000         |
| 21-01 | 24-01 | Phoenix Open                              | Phoenix Country Club           | Verenigde Staten | Miller Barber               | 261   | –23   | 25.000         |
| 28-01 | 31-01 | Andy Williams-San Diego Open Invitational | Torrey Pines Golf Course       | Verenigde Staten | George Archer               | 272   | –16   | 30.000         |
| 04-02 | 07-02 | Hawaiian Open                             | Waialae Country Club           | Verenigde Staten | Tom Shaw                    | 273   | –15   | 40.000         |
| 11-02 | 14-02 | Bob Hope Desert Classic                   | Eldorado Country Club          | Verenigde Staten | Arnold Palmer               | 342   | –18   | 28.000         |
| 19-02 | 22-02 | San Antonio Open Invitational             | Pecan Valley Golf Club         | Verenigde Staten | J. C. Snead                 | 273   | –15   | 22.000         |
| 25-02 | 28-02 | PGA Championship                          | Southern Hills Country Club    | Verenigde Staten | Jack Nicklaus               | 281   | –7    | 40.000         |
| 04-03 | 07-03 | Doral-Eastern Open Invitational           | Doral Golf Resort & Spa        | Verenigde Staten | J. C. Snead                 | 275   | –13   | 30.000         |
| 11-03 | 14-03 | Florida Citrus Invitational               | Rio Pinar Country Club         | Verenigde Staten | Arnold Palmer               | 270   | –18   | 30.000         |
| 18-03 | 21-03 | Greater Jacksonville Open                 | Hidden Hills Country Club      | Verenigde Staten | Gary Player                 | 281   | –7    | 25.000         |
| 25-03 | 28-03 | National Airlines Open Invitational       | Country Club of Miami          | Verenigde Staten | Gary Player                 | 274   | –14   | 40.000         |
| 01-04 | 04-04 | Greater Greensboro Open                   | Sedgefield Country Club        | Verenigde Staten | Bud Allin                   | 275   | –9    | 38.000         |
| 08-04 | 11-04 | Masters Tournament                        | Augusta National Golf Club     | Verenigde Staten | Charles Coody               | 279   | –9    | 25.000         |
| 15-04 | 18-04 | Monsanto Open                             | Pensacola Country Club         | Verenigde Staten | Gene Littler                | 276   | –8    | 30.000         |
| 22-04 | 25-04 | Tournament of Champions                   | La Costa Country Club          | Verenigde Staten | Jack Nicklaus               | 279   | –9    | 33.000         |
| 22-04 | 25-04 | Tallahassee Open Invitational             | Killearn Country Club          | Verenigde Staten | Lee Trevino                 | 273   | –15   | 12.000         |
| 29-04 | 02-05 | Greater New Orleans Open Invitational     | Lakewood Golf Club             | Verenigde Staten | Frank Beard                 | 276   | –12   | 25.000         |
| 03-05 | 06-05 | Byron Nelson Golf Classic                 | Preston Trail Golf Club        | Verenigde Staten | Jack Nicklaus               | 274   | –6    | 25.000         |
| 13-05 | 16-05 | Houston Champions International           | Champions Golf Club            | Verenigde Staten | Hubert Green                | 280   | –4    | 25.000         |
| 20-05 | 23-05 | Colonial National Invitation              | Colonial Country Club          | Verenigde Staten | Gene Littler                | 283   | +3    | 25.000         |
| 27-05 | 30-05 | Danny Thomas Memphis Classic              | Colonial Country Club          | Verenigde Staten | Lee Trevino                 | 268   | –12   | 35.000         |
| 03-06 | 06-06 | Atlanta Classic                           | Atlanta Country Club           | Verenigde Staten | Gardner Dickinson           | 275   | –13   | 25.000         |
| 10-06 | 13-06 | Kemper Open                               | Quail Hollow Country Club      | Verenigde Staten | Tom Weiskopf                | 277   | –11   | 30.000         |
| 18-06 | 21-06 | US Open                                   | Hazeltine National Golf Club   | Verenigde Staten | Lee Trevino                 | 280   | 0     | 30.000         |
| 24-06 | 27-06 | Cleveland Open                            | Beechmont Country Club         | Verenigde Staten | Bobby Mitchell              | 262   | –22   | 30.000         |
| 01-07 | 04-07 | Canadian Open                             | Club de Golf Vallee Richelieu  | Canada           | Lee Trevino                 | 275   | –13   | 30.000         |
| 07-07 | 10-07 | British Open                              | St Andrews Links               | Engeland         | Lee Trevino                 | 278   | –14   | 13.200         |
| 08-07 | 11-07 | Greater Milwaukee Open                    | Northshore Country Club        | Verenigde Staten | Dave Eichelberger           | 270   | –14   | 25.000         |
| 15-07 | 18-07 | Western Open                              | Butler National Golf Club      | Verenigde Staten | Bruce Crampton              | 279   | –5    | 30.000         |
| 22-07 | 25-07 | Westchester Classic                       | Westchester Country Club       | Verenigde Staten | Arnold Palmer               | 270   | –18   | 50.000         |
| 30-07 | 02-08 | National Team Championship                | Laurel Valley Golf Club        | Verenigde Staten | Jack Nicklaus Arnold Palmer | 257   | –27   | 20.000         |
| 05-08 | 08-08 | American Golf Classic                     | Firestone Country Club         | Verenigde Staten | Jerry Heard                 | 275   | –5    | 30.000         |
| 15-08 | 18-08 | Massachusetts Classic                     | Pleasant Valley Country Club   | Verenigde Staten | Dave Stockton               | 275   | –13   | 33.000         |
| 19-08 | 22-08 | IVB-Philadelphia Golf Classic             | Whitemarsh Valley Country Club | Verenigde Staten | Tom Weiskopf                | 274   | –14   | 30.000         |
| 26-08 | 29-08 | US Professional Match Play Championship   | Upper Montclair Country Club   | Verenigde Staten | DeWitt Weaver               | /     | /     | 35.000         |
| 03-09 | 06-09 | Greater Hartford Open Invitational        | Wethersfield Country Club      | Verenigde Staten | George Archer               | 268   | –16   | 22.000         |
| 09-09 | 12-09 | Southern Open                             | Green Island Country Club      | Verenigde Staten | Johnny Miller               | 267   | –13   | 20.000         |
| 23-09 | 26-09 | Robinson Open Golf Classic                | Crawford County Country Club   | Verenigde Staten | Labron Harris jr.           | 274   | –10   | 20.000         |
| 21-10 | 24-10 | Kaiser International Open Invitational    | Silverado Country Club         | Verenigde Staten | Billy Casper                | 269   | –19   | 30.000         |
| 28-10 | 31-10 | Sahara Invitational                       | Paradise Valley Country Club   | Verenigde Staten | Lee Trevino                 | 280   | –8    | 27.000         |
| 25-11 | 28-11 | Heritage Golf Classic                     | Harbour Town Golf Links        | Verenigde Staten | Hale Irwin                  | 279   | –5    | 22.000         |
| 03-12 | 06-12 | Walt Disney World Open Invitational       | Walt Disney World Resort       | Verenigde Staten | Jack Nicklaus               | 273   | –15   | 30.000         |
| 09-12 | 12-12 | Bahama's National Open                    | Lucayan Country Club           | Bahama's         | Bob Goalby                  | 275   | –9    | 26.000         |

| Majors |